# Xã Brushcreek, Quận Highland, Ohio
Xã Brushcreek (tiếng Anh: Brushcreek Township) là một xã thuộc quận Highland, tiểu bang Ohio, Hoa Kỳ. Năm 2010, dân số của xã này là 1.381 người.